# Puchar Świata w kolarstwie torowym 2007/2008
Puchar Świata w kolarstwie torowym w sezonie 2007/2008 to 16. edycja tej imprezy. Organizowany przez UCI, obejmował cztery rundy: w australijskim Sydney w dniach 30 listopada-2 grudnia 2007, w stolicy Chin - Pekinie w dniach 7-9 grudnia 2007 roku, w amerykańskim Los Angeles w dniach 18-20 stycznia 2008 oraz w stolicy Danii - Kopenhadze w dniach 15-17 lutego 2008 roku.
Trofeum sprzed roku obroniła reprezentacja Holandii.

## Klasyfikacja narodów
| Miejsce | Państwo            | Punkty |
| ------- | ------------------ | ------ |
| 1.      | Holandia           | 380    |
| 2.      | Francja            | 273    |
| 3.      | Rosja              | 212    |
| 4.      | Wielka Brytania    | 204    |
| 5.      | Australia          | 187    |
| 6.      | Ukraina            | 182    |
| 7.      | Niemcy             | 178    |
| 8.      | Cofidis            | 143    |
| 9.      | Team Toshiba       | 129    |
| 10.     | Scienceinsport.com | 120    |

## Wyniki

### Mężczyźni

#### Keirin
| Lp | Miasto               | 1. miejsce      | 2. miejsce         | 3. miejsce      |
| -- | -------------------- | --------------- | ------------------ | --------------- |
| 1. | Sydney               | Chris Hoy       | Ross Edgar         | Theo Bos        |
| 2. | Pekin                | Chris Hoy       | Arnaud Tournant    | Teun Mulder     |
| 3. | Los Angeles          | Arnaud Tournant | Christos Wolikakis | Ryan Bayley     |
| 4. | Kopenhaga            | Chris Hoy       | Ricardo Lynch      | Arnaud Tournant |
|    | Klasyfikacja końcowa | Chris Hoy       | Arnaud Tournant    | Roberto Chiappa |

#### 1000 m
| Lp | Miasto               | 1. miejsce        | 2. miejsce       | 3. miejsce       |
| -- | -------------------- | ----------------- | ---------------- | ---------------- |
| 1. | Sydney               | Michaël D’Almeida | Li Wenhao        | Jewhen Bolibruch |
| 2. | Pekin                | François Pervis   | Jewhen Bolibruch | Li Wenhao        |
| 3. | Los Angeles          | Scott Sunderland  | Jewhen Bolibruch | Li Wenhao        |
| 4. | Kopenhaga            | François Pervis   | Jewhen Bolibruch | Li Wenhao        |
|    | Klasyfikacja końcowa | Jewhen Bolibruch  | Li Wenhao        | François Pervis  |

#### Sprint indywidualny
| Lp | Miasto               | 1. miejsce       | 2. miejsce       | 3. miejsce        |
| -- | -------------------- | ---------------- | ---------------- | ----------------- |
| 1. | Sydney               | Mickaël Bourgain | Kévin Sireau     | Chris Hoy         |
| 2. | Pekin                | Theo Bos         | Mickaël Bourgain | Stefan Nimke      |
| 3. | Los Angeles          | Roberto Chiappa  | Kévin Sireau     | Teun Mulder       |
| 4. | Kopenhaga            | Kévin Sireau     | Chris Hoy        | Andrij Wynokourow |
|    | Klasyfikacja końcowa | Kévin Sireau     | Mickaël Bourgain | Chris Hoy         |

#### Sprint drużynowy
| Lp | Miasto               | 1. miejsce                                               | 2. miejsce                                                   | 3. miejsce                                                 |
| -- | -------------------- | -------------------------------------------------------- | ------------------------------------------------------------ | ---------------------------------------------------------- |
| 1. | Sydney               | Team Toshiba Ryan Bayley Daniel Ellis Shane Kelly        | www.radnet.de Robert Förstemann Matthias John Stefan Nimke   | Cofidis Didier Henriette Kévin Sireau Arnaud Tournant      |
| 2. | Pekin                | Holandia · Theo Bos · Teun Mulder · Tim Veldt            | Francja · Grégory Baugé · François Pervis · Arnaud Tournant  | Wielka Brytania · Chris Hoy · Craig McLean · Jason Queally |
| 3. | Los Angeles          | Cofidis Didier Henriette Kévin Sireau Arnaud Tournant    | Francja · Grégory Baugé · Mickaël Bourgain · François Pervis | Australia · Mark French · Ben Kersten · Jason Niblett      |
| 4. | Kopenhaga            | Francja · Grégory Baugé · François Pervis · Kévin Sireau | Holandia · Theo Bos · Teun Mulder · Tim Veldt                | Cofidis Mickaël Bourgain Didier Henriette Arnaud Tournant  |
|    | Klasyfikacja końcowa | Francja                                                  | Cofidis                                                      | Holandia                                                   |

#### Wyścig indywidualny na dochodzenie
| Lp | Miasto               | 1. miejsce       | 2. miejsce       | 3. miejsce       |
| -- | -------------------- | ---------------- | ---------------- | ---------------- |
| 1. | Sydney               | Wołodymyr Diudia | Phillip Thuaux   | Aleksandr Sierow |
| 2. | Pekin                | Bradley Wiggins  | Wołodymyr Diudia | Aleksandr Sierow |
| 3. | Los Angeles          | Taylor Phinney   | Jenning Huizenga | Sergi Escobar    |
| 4. | Kopenhaga            | Sergi Escobar    | Aleksiej Markow  | Luke Roberts     |
|    | Klasyfikacja końcowa | Wołodymyr Diudia | Taylor Phinney   | Sergi Escobar    |

#### Wyścig drużynowy na dochodzenie
| Lp | Miasto               | 1. miejsce                                                                         | 2. miejsce                                                                    | 3. miejsce                                                                          |
| -- | -------------------- | ---------------------------------------------------------------------------------- | ----------------------------------------------------------------------------- | ----------------------------------------------------------------------------------- |
| 1. | Sydney               | Wielka Brytania · Edward Clancy · Steven Cummings · Chris Newton · Bradley Wiggins | Nowa Zelandia · Sam Bewley · Westley Gough · Marc Ryan · Jesse Sergent        | Team Toshiba Jack Bobridge Peter Dawson Zakkari Dempster Mark Jamieson              |
| 2. | Pekin                | Wielka Brytania · Edward Clancy · Steven Cummings · Geraint Thomas · Paul Manning  | Nowa Zelandia · Sam Bewley · Westley Gough · Marc Ryan · Timothy Gudsell      | Holandia · Levi Heimans · Jenning Huizenga · Jens Mouris · Peter Schep              |
| 3. | Los Angeles          | Australia · Jack Bobridge · Bradley McGee · Mark Jamieson · Peter Dawson           | Dania · Casper Jørgensen · Alex Rasmussen · Michael Mørkøv · Jens-Erik Madsen | Ukraina · Lubomyr Połatajko · Witalij Szczedow · Witalij Popkow · Maksym Poliszczuk |
| 4. | Kopenhaga            | Wielka Brytania · Edward Clancy · Geraint Thomas · Paul Manning · Steven Burke     | Dania · Michael Mørkøv · Casper Jørgensen · Jens-Erik Madsen · Alex Rasmussen | Australia · Matthew Goss · Cameron Meyer · Travis Meyer · Luke Roberts              |
|    | Klasyfikacja końcowa | Wielka Brytania                                                                    | Dania                                                                         | Holandia                                                                            |

#### Scratch
| Lp | Miasto               | 1. miejsce       | 2. miejsce      | 3. miejsce          |
| -- | -------------------- | ---------------- | --------------- | ------------------- |
| 1. | Sydney               | Roger Kluge      | Zachary Bell    | Milan Kadlec        |
| 2. | Pekin                | Michael Friedman | Walter Pérez    | Tim Mertens         |
| 3. | Los Angeles          | Wong Kam Po      | Wasil Kiryjenka | Wim Stroetinga      |
| 4. | Kopenhaga            | Wim Stroetinga   | Andreas Müller  | Juan Esteban Arango |
|    | Klasyfikacja końcowa | Roger Kluge      | Wim Stroetinga  | Walter Pérez        |

#### Madison
| Lp | Miasto               | 1. miejsce                                    | 2. miejsce                                           | 3. miejsce                                    |
| -- | -------------------- | --------------------------------------------- | ---------------------------------------------------- | --------------------------------------------- |
| 1. | Sydney               | Holandia · Peter Schep · Jens Mouris          | Hiszpania · Joan Llaneras · Carlos Torrent           | Dania · Michael Mørkøv · Alex Rasmussen       |
| 2. | Pekin                | Francja · Jérôme Neuville · Christophe Riblon | T-Mobile Track Team Cameron Meyer Christopher Sutton | Ukraina · Lubomyr Połatajko · Wołodymyr Rybin |
| 3. | Los Angeles          | Belgia · Kenny De Ketele · Tim Mertens        | Dania · Michael Mørkøv · Alex Rasmussen              | Niemcy · Roger Kluge · Olaf Pollack           |
| 4. | Kopenhaga            | Dania · Michael Mørkøv · Alex Rasmussen       | Stany Zjednoczone · Bobby Lea · Colby Pearce         | Holandia · Peter Schep · Wim Stroetinga       |
|    | Klasyfikacja końcowa | Dania                                         | Belgia                                               | Holandia                                      |

#### Wyścig punktowy
| Lp | Miasto               | 1. miejsce     | 2. miejsce      | 3. miejsce      |
| -- | -------------------- | -------------- | --------------- | --------------- |
| 1. | Sydney               | Greg Henderson | Antonio Tauler  | Cameron Meyer   |
| 2. | Pekin                | Joan Llaneras  | Chris Newton    | Cameron Meyer   |
| 3. | Los Angeles          | Cameron Meyer  | Rafał Ratajczyk | Chris Newton    |
| 4. | Kopenhaga            | Pim Ligthart   | Rafał Ratajczyk | Chris Newton    |
|    | Klasyfikacja końcowa | Chris Newton   | Cameron Meyer   | Rafał Ratajczyk |

### Kobiety

#### Keirin
| Lp | Miasto               | 1. miejsce         | 2. miejsce     | 3. miejsce         |
| -- | -------------------- | ------------------ | -------------- | ------------------ |
| 1. | Sydney               | Victoria Pendleton | Jennie Reed    | Natalla Cylinska   |
| 2. | Pekin                | Willy Kanis        | Christin Muche | Natalla Cylinska   |
| 3. | Los Angeles          | Jennie Reed        | Willy Kanis    | Gong Jinjie        |
| 4. | Kopenhaga            | Willy Kanis        | Jennie Reed    | Dana Glöß          |
|    | Klasyfikacja końcowa | Willy Kanis        | Jennie Reed    | Victoria Pendleton |

#### 500 m
| Lp | Miasto               | 1. miejsce      | 2. miejsce         | 3. miejsce         |
| -- | -------------------- | --------------- | ------------------ | ------------------ |
| 1. | Sydney               | Anna Meares     | Lisandra Guerra    | Willy Kanis        |
| 2. | Pekin                | Lisandra Guerra | Simona Krupeckaitė | Natalla Cylinska   |
| 3. | Los Angeles          | Lisandra Guerra | Willy Kanis        | Simona Krupeckaitė |
| 4. | Kopenhaga            | Gong Jinjie     | Sandie Clair       | Miriam Welte       |
|    | Klasyfikacja końcowa | Lisandra Guerra | Simona Krupeckaitė | Gong Jinjie        |

#### Sprint indywidualny
| Lp | Miasto               | 1. miejsce       | 2. miejsce         | 3. miejsce       |
| -- | -------------------- | ---------------- | ------------------ | ---------------- |
| 1. | Sydney               | Willy Kanis      | Kerrie Meares      | Natalla Cylinska |
| 2. | Pekin                | Natalla Cylinska | Victoria Pendleton | Clara Sanchez    |
| 3. | Los Angeles          | Natalla Cylinska | Jennie Reed        | Willy Kanis      |
| 4. | Kopenhaga            | Willy Kanis      | Victoria Pendleton | Guo Shuang       |
|    | Klasyfikacja końcowa | Willy Kanis      | Natalla Cylinska   | Clara Sanchez    |

#### Sprint drużynowy
| Lp | Miasto               | 1. miejsce                                          | 2. miejsce                                 | 3. miejsce                                 |
| -- | -------------------- | --------------------------------------------------- | ------------------------------------------ | ------------------------------------------ |
| 1. | Sydney               | Holandia · Yvonne Hijgenaar · Willy Kanis           | Australia · Kaarle McCulloch · Anna Meares | Francja · Sandie Clair · Virginie Cueff    |
| 2. | Pekin                | Holandia · Yvonne Hijgenaar · Willy Kanis           | Francja · Sandie Clair · Clara Sanchez     | Chiny · Guo Shuang · Zheng Lulu            |
| 3. | Los Angeles          | Holandia · Yvonne Hijgenaar · Willy Kanis           | Francja · Sandie Clair · Virginie Cueff    | Australia · Kaarle McCulloch · Anna Meares |
| 4. | Kopenhaga            | Scienceinsport.com Victoria Pendleton Shanaze Reade | Holandia · Yvonne Hijgenaar · Willy Kanis  | Francja · Sandie Clair · Clara Sanchez     |
|    | Klasyfikacja końcowa | Holandia                                            | Francja                                    | Niemcy                                     |

#### Wyścig indywidualny na dochodzenie
| Lp | Miasto               | 1. miejsce        | 2. miejsce        | 3. miejsce     |
| -- | -------------------- | ----------------- | ----------------- | -------------- |
| 1. | Sydney               | Katie Mactier     | Vilija Sereikaitė | Karin Thürig   |
| 2. | Pekin                | Katie Mactier     | Rebecca Romero    | Sarah Hammer   |
| 3. | Los Angeles          | Łesia Kałytowśka  | María Luisa Calle | Sarah Hammer   |
| 4. | Kopenhaga            | Rebecca Romero    | Vilija Sereikaitė | Sarah Hammer   |
|    | Klasyfikacja końcowa | Vilija Sereikaitė | Sarah Hammer      | Rebecca Romero |

#### Wyścig drużynowy na dochodzenie
| Lp | Miasto               | 1. miejsce                                                           | 2. miejsce                                                           | 3. miejsce                                                             |
| -- | -------------------- | -------------------------------------------------------------------- | -------------------------------------------------------------------- | ---------------------------------------------------------------------- |
| 1. | Sydney               | Rosja · Jewgienija Romaniuta · Olga Slusariewa · Anastasija Czułkowa | Australia · Belinda Goss · Katie Mactier · Josephine Tomic           | Ukraina · Switłana Haluk · Łesia Kałytowśka · Lubow Szulika            |
| 2. | Pekin                | Ukraina · Switłana Haluk · Łesia Kałytowśka · Lubow Szulika          | Rosja · Jewgienija Romaniuta · Olga Slusariewa · Anastasija Czułkowa | Kuba · Yudelmis Domínguez · Yoanka González · Yumari González          |
| 3. | Los Angeles          | Ukraina · Jełyzaweta Boczkariowa · Switłana Haluk · Łesia Kałytowśka | Rosja · Anastasija Czułkowa · Olga Slusariewa · Jelena Czałych       | Stany Zjednoczone · Kristin Armstrong · Lauren Franges · Christen King |
| 4. | Kopenhaga            | Niemcy · Elke Gebhardt · Verena Jooß · Alexandra Sontheimer          | Holandia · Yvonne Hijgenaar · Eleonora van Dijk · Marlijn Binnendijk | Ukraina · Switłana Haluk · Lubow Szulika · Ludmiła Wypyrajło           |
|    | Klasyfikacja końcowa | Ukraina                                                              | Rosja                                                                | Niemcy                                                                 |

#### Scratch
| Lp | Miasto               | 1. miejsce       | 2. miejsce           | 3. miejsce          |
| -- | -------------------- | ---------------- | -------------------- | ------------------- |
| 1. | Sydney               | Yumari González  | Annalisa Cucinotta   | Anastasija Czułkowa |
| 2. | Pekin                | Marianne Vos     | Belinda Goss         | Yumari González     |
| 3. | Los Angeles          | Charlotte Becker | Jewgienija Romaniuta | Jelena Czałych      |
| 4. | Kopenhaga            | Marianne Vos     | Jarmila Machačová    | Anastasija Czułkowa |
|    | Klasyfikacja końcowa | Yumari González  | Marianne Vos         | Rebecca Quinn       |

#### Wyścig punktowy
| Lp | Miasto               | 1. miejsce        | 2. miejsce        | 3. miejsce         |
| -- | -------------------- | ----------------- | ----------------- | ------------------ |
| 1. | Sydney               | Giorgia Bronzini  | Li Yan            | Jarmila Machačová  |
| 2. | Pekin                | Marianne Vos      | Yoanka González   | Katherine Bates    |
| 3. | Los Angeles          | Jarmila Machačová | Lee Min-Hye       | Li Yan             |
| 4. | Kopenhaga            | Wong Wan Yiu      | Trine Schmidt     | Theresa Cliff-Ryan |
|    | Klasyfikacja końcowa | Li Yan            | Jarmila Machačová | Rebecca Quinn      |